# Ambiente de inovação
Ambientes de inovação são espaços destinados à pesquisa e ao desenvolvimento. 
Tem como propósito sustentar o caráter de "bem público" que deve ter a produção científica e os serviços universitários. 
Os escritórios de transferência de tecnologia, os parques científicos e tecnológicos e as incubadora de empresas são exemplos de ambientes de inovação, criados a partir do modelo de interação universidade-empresa, onde a transferência de tecnologia não é gratuita, e sim, fruto da pesquisa aplicada.